# Ludwig Abel
Ludwig Abel (14 de enero de 1835 - 13 de agosto de 1895) fue un violinista, compositor y director de orquesta alemán.

## Vida
Nacido en Eckartsberga, Provincia de Sajonia, fue alumno de Ferdinand David. Se convirtió en miembro de la Orquesta de la Gewandhaus de Leipzig, y en 1853 se trasladó a la orquesta de la corte del Ducado de Sajonia-Weimar-Eisenach en Weimar. Desde 1860 enseñó en la Charitable Society of Violin Playing. A sugerencia del maestro de capilla de la corte bávara Hans von Bülow, a quien había conocido en Basilea en 1866 y con el que coorganizó algunos conciertos de música de cámara, Abel se convirtió en el concertino de la orquesta de la corte de Múnich en 1867. Comenzó a enseñar en la Escuela Superior de Música de Múnich dirigida por Hans von Bülow, donde se convirtió en profesor en 1880 y se retiró en 1894.
Las composiciones de Abel incluyen un concierto para violín y un método de violín, así como estudios y dúos para violín.